# Маргарет I (королева Шотландії)
Маргарет I або Норвезька діва (шотл. гел. Mairead або  Maighread, англ. Margaret, Maid of Norway; 9 квітня 1283, Тенсберг, Норвегія — 26 вересня 1290, Оркнейські острови, Шотландія) — королева Шотландії з 1286 до 1290 року. Остання представниця династії Данкельдів.

## Життєпис
Народилася у родині Ейріка II, короля Норвегії, та Маргарет Данкельд, доньки Олександра III, короля Шотландії.
Коли їй було 3 роки, внаслідок нещасного випадку загинув її дідусь король Олександр. Відразу розпочалася боротьба за корону між родинами Брюсів та Баліолів, які були родичами династії Данкельдів. Проте більшість знаті, побоюючись їх зазіхань, вирішила запросити на трон Шотландії Маргарет Норвезьку. У 1286 році її оголошено королевою Шотландії.
Але довгий час батько Маргарет Ерік II не відпускав її до Шотландії. Він провадив перемовини як із шотландською знаттю, так і з королем Англії Едуардом I, намагаючись здобути якомога більшого зиску з отримання його донькою корони Шотландії. Попередньо було домовлено про шлюб між Маргарет та принцом Едуардом.
У 1290 році Маргарет на кораблі вирушила до Шотландії. Втім 29 вересня вона померла біля Оркнейських островів, за одними відомостями від хвороби, за іншими — потонула під час шторму.
Її смерть призвела до розбрату усередині Шотландії.